# Santa Cruz de Miramar
Santa Cruz de Miramar es una población rural mexicana que se encuentra en la Riviera Nayarit y es uno de las ocho localidades pertenecientes al municipio de San Blas con más habitantes, cuenta con una amplia historia y con algunas de las mejores olas del municipio. Es una villa de pescadores que llegó a ser zona minera en los siglos XIX y XX y donde actualmente la pesca sigue siendo una de las principales fuentes de ingresos junto con la agricultura. Además de ubicarse a las orillas de la costa, esta localidad también está rodeada por dos arroyos: “La boca” y “El llano”
Miramar aporta a sus pueblos vecinos una gran variedad de pescados, mariscos y el famoso ostión de piedra se cocina en diferentes restaurantes que también sostienen la economía y turismo del pueblo, pues a diario van personas de distintas ciudades a degustar los platillos que en este puerto se preparan.

## Historia
La fundación de Santa Cruz de Miramar se remonta a finales de la época colonial en México cuando, a mediados del siglo XIX, un grupo de alemanes emigraron a esta localidad y se establecieron en el puerto debido a que creían que aquí existía un grupo de espionaje que acechaba al gobierno estadounidense, pero también fueron atraídos por la compañía cervecera de Mazatlán. Esta colonia de alemanes influyó mucho en la cultura de los habitantes de esta villa, pues promovieron la extracción de oro y plata, los cuales eran metales muy abundantes en Santa Cruz en ese tiempo.
Los alemanes se asentaron en una casona que fue construida en 1850 por Delius Hildebran, que también fue dueño de la fábrica de jabón de aceite de coco, el cual se exportaba por los puertos de San Blas y Mazatlán y formaba gran parte de la economía del pueblo, pues fue una de las industrias desarrolladas de mayor prosperidad en la época. Este mismo personaje fue el primero que impulsó la agricultura y la cría de puercos en la comunidad del Llano, por otra parte en la comunidad del Cora fue donde se desarrollaron el cultivo del café y la minería, y la Palapita también llegó a ser una importante zona minera. Además de la casona principal, se construyeron hogares a los alrededores donde los dueños también eran alemanes, a pesar de esto, nunca llegaron a convivir realmente con los lugareños, pero si promovieron la industria en la localidad.
En esa misma época, este pueblo celebraba fiestas y eventos de gran importancia: se preparaban licores con dátiles y platillos típicos alemanes y se esperaban a muchos invitados que disfrutaban de ver el espectáculo. Los alemanes tocaban violines, acordeones y otros instrumentos y todos los invitados se vestían elegantemente.
Finalmente, el 12 de octubre de 1933, los agraristas llegaron a la hacienda, destruyeron el muelle y ahorcaron a muchos hombres afuera de la casona. La casa quedó abandonada un tiempo hasta que una familia proveniente de Tepic la compró y construyó un hotel.
Después de la tragedia ocurrida en 1933, Miramar se convirtió en una comunidad ejidal, su ejido se fundó en 1935 a pesar de que la familia Plantilla estaba en contra de él.                                                                        

## Población
En el 2005, la población total era de 1353 personas y actualmente es de 1564 habitantes, es decir que ahora hay 211 personas más, lo cual significa que hubo una variación de 15.59%. De los 1564 habitantes actuales, 806 son hombres y 758 son mujeres. El promedio índice de fecundidad es de 2.7 hijos por mujer.
Del total de la población, el 12.4% proviene de fuera del estado de Nayarit. El 2.3% de las personas que habitan en esta localidad son indígenas, es decir, un aproximado de 22 personas, y el 1.15% de estas habla una lengua indígena pero también habla español. No hay porcentaje de personas que hablen solamente una lengua indígena y no español.
En Miramar hay 791 viviendas registradas; de ellas el 98.9% cuentan con electricidad, el 97.15% tienen agua limpia, el 98% de la gente tiene excusado o sanitario, solo el 57% cuenta con radio en casa, el 92.98% tienen televisión, el 88.1% tienen refrigerador, el 69.52% cuenta con una lavadora, tan solo el 43.2% son dueños de un automóvil, solamente el 17.54% tiene una computadora personal, el 35.92% tiene teléfono fijo, el 60.53% tiene un teléfono celular y nada más el 10.75% cuenta con servicio de Internet en casa.

## Turismo
El pueblo de Santa Cruz y sus playas son comúnmente visitados por turistas extranjeros o de otros municipios que buscan degustar su gastronomía basada en una gran variedad de pescados y mariscos, y disfrutar la tranquilidad de la localidad y el ambiente tropical que lo rodea. Además, las playas de esta costa cuentan con olas aptas para surfear.
Otro de los atractivos de este puerto es la antigua casona construida en el siglo XIX que se puede divisar desde la playa hacia el norte, donde también hay un muelle, el cual dejó de funcionar a finales del siglo XX. También es muy común encontrar turistas tomándose fotos frente a la roca de “La campana” ubicada cerca de los acantilados.
Las playas de Miramar, además de contar con buenas olas, también tienen son atractivos a los turistas por estar rodeados de piedras, tanto pequeñas como grandes y de todos los colores. Pero, a pesar de ser muy visitadas, las playas se mantienen pulcras y limpias, sin basura y plásticos flotando en el agua.

## Flora y fauna
Santa Cruz de Miramar es hogar de distintas especies de plantas y animales. En su fauna destacan el pez picuda y sierra, la langosta y el ostión; así como algunas aves que bajan a las playas a tomar agua o a descansar.  En la flora de esta localidad sobresalen la yaca, el coco, el plátano, el mango y otras frutas de temporada.

## Deportes
Dentro de los múltiples deportes que se practican en el poblado de Santa Cruz de Miramar, encabezan el béisbol dentro del pueblo, surf y voleibol de playa en la costa, habiendo también dos canchas de fútbol, una de béisbol y otra de basquetbol.

## Educación
En esta localidad del municipio de San Blas, además de que hay 87 analfabetos, 14 de los jóvenes entre 6 y 14 años no asisten a la escuela. De la población a partir de los 15 años, 94 no tienen ninguna escolaridad, 414 tienen una escolaridad incompleta, 181 tienen una escolaridad básica y 237 cuentan con una educación post-básica. Un total de 94 jóvenes entre 15 y 24 años de edad han asistido a la escuela, la mediana escolaridad entre la población es de 7 años.
En porcentajes: el 5.6% de la población es analfabeta, o sea, el 4.7% del total de hombres y el 6.6% del total de mujeres son analfabetas, el grado de escolaridad es de 7.92% siendo en hombres de 7.86%  y en mujeres de 7.98%
Santa Cruz de Miramar cuenta con varias instituciones educativas públicas, tales como la Escuela primaria Rural Federal “Niños Héroes” con clave 18DPR0990Q, así como una secundaria y una preparatoria.

## Ubicación
El poblado de Santa Cruz de Miramar está situado a 4 metros sobre el nivel del mar en el Municipio de San Blas, dentro del estado de Nayarit, México. Esta pequeña localidad se encuentra ubicada a 15 km al Sureste del Puerto de San Blas en las coordenadas GPS:
Longitud (dec): -105.197778
Latitud (dec): 21.432500
Para llegar a Santa Cruz por la carretera federal 76, se pasa por distintos ranchos y pueblos como Venustiano Carranza, El Aguacate, El Izote, Guayabitos, La Libertad, La Yerba, Mecatan, Tecuitata y Jalco.